# The Deputy's Duty (film 1915)
The Deputy's Duty è un cortometraggio muto del 1915. Il nome del regista non viene riportato nei credit del film, un western prodotto dalla Biograph.

## Produzione
Il film fu prodotto dalla Biograph Company.

## Distribuzione
Distribuito dalla General Film Company, il film - un cortometraggio in una bobina - uscì nelle sale cinematografiche statunitensi il 5 marzo 1915. Non si conoscono copie ancora esistenti della pellicola che viene considerata presumibilmente perduta.